# Saltillo (Indiana)
Saltillo es un pueblo ubicado en el condado de Washington en el estado estadounidense de Indiana. En el Censo de 2010 tenía una población de 92 habitantes y una densidad poblacional de 30,81 personas por km².

## Geografía
Saltillo se encuentra ubicado en las coordenadas 38°39′55″N 86°17′51″O / 38.66528, -86.29750. Según la Oficina del Censo de los Estados Unidos, Saltillo tiene una superficie total de 2.99 km², de la cual 2.98 km² corresponden a tierra firme y (0.17%) 0.01 km² es agua.

## Demografía
Según el censo de 2010, había 92 personas residiendo en Saltillo. La densidad de población era de 30,81 hab./km². De los 92 habitantes, Saltillo estaba compuesto por el 98.91% blancos, el 0% eran afroamericanos, el 0% eran amerindios, el 0% eran asiáticos, el 0% eran isleños del Pacífico, el 1.09% eran de otras razas y el 0% pertenecían a dos o más razas. Del total de la población el 1.09% eran hispanos o latinos de cualquier raza.